# Міксозоа
Міксозоа (Myxozoa) (етимологія: гр.: μύξα myxa «слиз» + ζῷον zoon «тварина») — група паразитичних тварин, поширених у водному середовищі. Містить більш як 1300 видів багато з яких мають життєвий цикл, що включає два хазяї, серед яких риби, кільчасті черви та мохуватки. Поділяється на два класи: Малакоспоридії (Malacosporea) і Міксоспоридії (Myxosporea). Середній розмір спор міксоспоридій зазвичай у межах від 10 μм до 20 μм, в той час, як малакоспоридії мають спори до 2 мм. Зараження відбувається за допомогою спор. Вони містять одну або дві клітини-споробласти і одну-дві полярні капсули, що мають філаменти які закріплюють спори на хазяїні. Споробласт звільняється у вигляді рухомої форми — амебули, яка проникає до тканин хазяїна і розвивається в один або більше багатоядерних плазмодії. Далі ядра можуть паруватись, утворюючи нові спори.

## Філогенія
Раніше міксозої вважалися найпростішими, і включалися разом із іншими нерухливими формами до групи споровики (Sporozoa). Аналіз секвенсів 18S рибосомальної ДНК (rDNA) показало їх належність до багатоклітинних організмів (Eumetazoa). Подальше дослідження 18S rDNA підтвердило їх належність до жалких (Cnidaria),   однак існує версія їх належності до Двобічно-симетричних (Bilateria). Buddenbrockia plumatellae, червоподібний паразит до 2 мм довжиною, також виявився належним до міксозоїв, що підтверджує їх належність до білатерально-симетричних. Тим не менше, Buddenbrockia є симетричним не в двох площинах, а в чотирьох. Подальші дослідження ДНК виявили помилки при аналізах, на результати яких вплинуло забруднення частками тканин хазяїв (в одному випадку — мшанок Cristatella mucedo, в іншому — щуки), що й призвело до помилкового відношення міксозоїв до Bilateria.
За сучасною таксономією підгрупа Actinosporea розглядається як стадія життєвого циклу Myxosporea.

## Патогенність
Паразито-хазяїнні відносини у випадку із міксоспорідіями добре розвинені і рідко переростають у серйозні захворювання. Інфекція в рибі-хазяїні може бути дуже тривалою, потенційно зберігатися протягом всього життя риби, тим не менше, все більше число міксоспорідій визнаються комерційно-значимими патогенами риб, в основному в результаті розвитку аквакультури. Економічні наслідки наявності цих паразитів можуть бути дуже серйозними, особливо там, де екстенсивність зараження висока, вони також можуть серйозно впливати на рибні запаси у природному середовищі.
Серед найбільш відомих і значимих захворювань культивованої риби, що викликається міксозоями, слід зазначити PKD (англ. Proliferative Kidney Disease), що викликається малакоспоридіями Tetracapsuloides bryosalmonae, а також вихрова хвороба, що викликається міксоспоридіями Myxobolus cerebralis; обидві хвороби уражають лососевих. Також, ентероміксози викликаються Enteromyxum leei (у марикультурі спарових риб, Henneguya ictaluri (у сомових) і Sphaerosphora renicola (у коропа).